# 新北市新店區直潭國民小學
臺北縣立直潭國民小學為一所位在台灣新北市新店區直潭地區的國民小學。地處山區的直潭國小創校於1961年（民國50年）8月1日。由於校園緊鄰直潭淨水廠，曾經一度因為水廠的設立而造成學生人數銳減，直到直潭社區與新店溪對岸的大台北華城等住宅社區陸續成立後，學生人數才因地利之便逐漸回流。

## 校史沿革
- 民國48年設立「台北縣新店鎮新店國民學校直潭分校」。
- 民國50年8月1日獨立名為「台北縣新店鎮直潭國民學校」。
- 民國57年政府實施九年國民教育，更名「台北縣新店鎮直潭國民小學」。
- 民國69年新店鎮升格縣轄市，更名為「台北縣新店市直潭國民小學」。
- 民國99年臺北縣升格為直轄市新北市，更名為「新北市新店區直潭國民小學」。

## 歷任校長
- 第  一  任 李書恩校長(民國50年8月1日 ～ 民國56年4月30日)
- 第  二  任 蕭松炎校長(民國56年5月1日 ～ 民國61年5月5日)
- 第  三  任 陳長坤校長(民國61年5月6日 ～ 民國65年7月31日)
- 第  四  任 陳芳菲校長(民國65年8月1日 ～ 民國72年7月31日)
- 第  五  任 楊昭美校長(民國72年8月1日 ～ 民國77年7月31日)
- 第  六  任 周松吉校長(民國77年8月1日 ～ 民國82年1月31日)
- 第  七  任 崔恭棫校長(民國82年2月1日 ～ 民國85年1月31日)
  - 黃美玲主任代理校長(民國85年2月1日 ～ 民國85年7月31日)(代理校務)
- 第  八  任 趙正文校長(民國85年8月1日 ～ 民國89年7月31日)
- 第  九  任 吳順火校長(民國89年8月1日 ～ 民國93年7月31日)
- 第  十  任 李智賢校長(民國93年8月1日 ～ 民國96年7月31日)
- 第 十一 任 許德田校長(民國96年8月1日 ～ 民國101年7月31日)
- 第 十二 任 賴玉粉校長(民國101年8月1日 ～ 民國106年7月31日)
- 第 十三 任 吳瑞文校長(民國106年8月1日～至今)

## 交通資訊

### 汽車
- 安坑交流道→左轉 安康路一段→右轉 華城路→左轉 潭之鄉→右轉 永業路→右轉 新潭路→左轉思源橋→左彎 繞直潭淨水廠外圍→左轉 直潭路→抵達側門停車場

- 新店北新路→直行 北宜路→右轉 新烏路→小粗坑橋→右側彎 永興路→左轉 直潭路→抵達側門停車場

### 公車
- 新巴士直潭線(請至新店捷運總站搭乘)
- 新巴士直潭線發車時刻表

| 班次 | 下石厝 | 捷運新店站 |
| ---- | ------ | ---------- |
| 1    | 6：20  | 7：00      |
| 2    | 7：40  | 8：20      |
| 3    | 9：00  | 9：40      |
| 4    | 10：20 | 11：00     |
| 5    | 11：40 | 15：20     |
| 6    | 16：00 | 17：00     |
| 7    | 17：40 | 18：30     |
| 8    | 19：05 |            |

- 直潭社區巴士(請至新店捷運總站搭乘)

- 直潭社區巴士發車時刻表

- 第4班週六、日及例假日停駛

| 班次 | 直潭社區 | 捷運新店總站 |
| ---- | -------- | ------------ |
| 1    | 06:00    | 06:15        |
| 2    | 06:30    | 06:50        |
| 3    | 07:10    | 07:30        |
| 4    | 07:40    |              |
| 5    | 08:00    | 08:30        |
| 6    | 09:00    | 09:30        |
| 7    | 10:00    | 10:30        |
| 8    | 11:00    | 11:30        |
| 9    | 12:00    | 12:30        |
| 10   | 13:00    | 13:30        |
| 11   | 15:00    | 15:30        |
| 12   | 16:00    | 16:30        |
| 13   | 17:00    | 17:30        |
| 14   | 18:00    | 18:30        |
| 15   | 19:00    | 19:30        |
| 16   | 20:30    | 21:00        |
| 17   | 21:30    | 22:00        |
| 18   | 22:20    | 22:40        |

## 外部連結
- 直潭國小官方網站 （页面存档备份，存于）（繁體中文）